# 지식 격차
지식 격차는 정보나 지식을 발견, 창조, 관리, 처리, 전파할 수 있는 사람과 이 과정에서 이를 따라가지 못한 사람과의 격차이다. 2005년 유네스코 세계 보고서에 따르면, 세계 정보사회의 21세기 상승은 지식의 출현을 귀중한 자원으로서, 누가 권력과 이익에 접근할 수 있는지를 점점 더 결정짓는 결과를 가져왔다. 새로운 정보미디어의 결과로서 잠재적으로 세계적인 규모의 정보를 신속하게 보급하고 지식과 정보를 동화시키는 글로벌 불균형한 능력은 개인과 국가 간의 지식 격차를 잠재적으로 확대하는 결과를 낳았다. 정보 격차는 지식 격차의 확장으로 인터넷에 접속할 수 있는 사람과 그렇지 않은 사람을 나누는 것이다. 지식의 분열은 또한 인종, 경제적 지위, 성별을 포함하되 이에 국한되지 않는 다른 정체성 사이의 지식 불평등을 나타낸다.

## 소개
21세기에 들어서면 지식사회의 출현이 확산된다. 세계경제와 각 사회의 변혁은 속도가 빠르다. 정보통신기술(ICT)과 함께 이러한 새로운 패러다임은 세계 경제를 재편할 힘을 가지고 있다. 혁신에 보조를 맞추려면, 새로운 아이디어를 내놓기 위해서는 사람들은 지식을 생산하고 관리해야 한다. 지식이 모든 사회에 필수적인 이유가 여기에 있다. 신기술의 성장으로 모든 사회에 지식이 필수적이 된 반면, 대중 매체 정보의 증가는 교육적 차이를 가진 사람들 사이의 지식 분열을 용이하게 하기 위해 계속된다.

## 국가 간 차이
유네스코와 세계은행에 따르면, 국가 간 지식 격차는 개별 국가가 다음과 같은 요소를 포함하는 정도가 다르기 때문에 발생할 수 있다.
- 인권 및 기본적 자유: 한 사회 내에서 자유가 결여되면 그 사회 구성원의 지식 습득, 토론 및 전달 능력을 감소시키거나 지연시킬 수 있다. 국가 간 지식과 정보의 확산에 필수적인 것은 표현의 자유, 검열 부재, 정보의 자유로운 유통, 언론의 자유와 같은 자유다.[8]
- 민주주의
- 지식 및 정보의 다원성: 여기에는 다양한 매체[9]와 다양한 형태의 지식의 수용이 포함된다.[10]
- 품질 인프라: 예를 들어, 전력망이 부족하면 컴퓨터 네트워크나 고등 교육 기관의 존재는 성취할 수 없게 된다.
- 효과적인 통신 시스템: 이것은 지식의 보급이나 국가간, 그리고 국가간 사상의 이동에 영향을 미칠 것이다.[11]
- 효과적인 교육 시스템: 국가 간 지식 격차는 개별 국가가 초등학교 교육에 너무 적게 투자할 때 발생할 수 있는데, 이는 전체 교육 시스템의 기반 역할을 한다.[12] 유네스코에 따르면, 한 국가가 지식사회가 되기 위해서는 초등교육이 기본적인 문해력에 중점을 두어야 하며, 보편적으로 접근할 수 있어야 한다.[13] 그러나 다른 사람들이 지적했듯이 국가 간, 특히 대한민국과 같은 신흥 산업 국가들과 선진 산업 사회 간의 지식 격차를 해소하기 위해서는 고등교육이 동등하게 중요할 수 있다.[14] 전자의 경우 고등교육은 지식격차를 해소하는 데 중요한 역할을 할 수 있지만, 인구의 소수 엘리트 이상의 혜택을 받아야 하며 국제표준에서 가르쳐야 한다.[15] 한 사회로부터의 교육기관의 부실한 발전은 그 사회에 속한 사람들의 창의성에 영향을 미친다.
- 연구 및 혁신에 집중: 세계은행이 제안했듯이, 한 국가 내의 연구 개발은 세계 지식의 현재 발전을 따를 수 있고, 또한 그 필요를 충족시키기 위해 외부 지식과 기술을 적응시키는 방법을 이해할 수 있게 할 수 있다.[16] 연구개발 수준이 낮은 국가에서는 정부 지원금이 상당한 부분을 지원할 수 있으며, 이는 나중에 민간 투자에 의해 인수될 수 있다.[17] 효과적인 교육시스템과 밀접하게 연계된 것은 국가가 학문의 자유를 허용할 필요성이다.[18] 고등교육기관은 연구개발에 중요한 기여자이므로[19] 이들 기관은 지식을 창출하고 보급할 수 있는 자유를 부여받아야 한다.[20] 연구와 혁신을 지지하는 환경은 또한 지식빈국으로부터 지식부국에 이르는 교육받은 개인의 "두뇌 유출"을 막는데 도움이 될 수 있다.[21]

- 지적재산권: 연구와 혁신에 초점을 맞추는 것과 밀접하게 연결되어 있는 것은 국가 및 국제 지적재산권이다. 한 국가 내에서 지적재산권은 새로운 지식개발에 투자하기 위한 경제적 인센티브를 제공함으로써 연구와 혁신을 일으킬 수 있다.[22] 그러나 세계은행이 기술한 바와 같이 기술혁신을 보호함으로써 지적재산권은 지식공유도 저해할 수 있으며 개도국이 다른 국가에서 생산한 지식으로부터 이익을 얻는 것을 방해할 수 있다.[23]

## 성별, 인종, 민족성, 사회경제적 지위에서의 지식 격차
첫째, 남북 간에 큰 차이가 존재한다는 것을 주목했다[어디에?] (부국 대 가난한 나라들. 지식의 발달은 인터넷과 컴퓨터 기술의 보급과 이들 국가의 교육의 발달에 달려 있다. 만약 한 나라가 더 높은 수준의 읽고 쓰는 능력을 갖게 된다면, 이것은 더 높은 수준의 지식을 얻게 될 것이다. 사실, 유네스코의 보고서는 세계화와 관련된 지식의 분열에 관한 많은 사회적 문제들을 상세히 기술하고 있다. 에 관한 지식의 분열이 눈에 띄었다.
- 성별 : 남녀간의 사회문화적 불평등, 예를 들어 교육과 기술의 불평등한 접근은 지식의 불평등한 접근을 위한 여건을 조성한다. 이는 국가 내부와 국가 간에 상당한 지식 격차를 야기할 수 있으며, 후자는 개별 국가의 완전한 지식 인력 활용 부족에서 기인한다.[24] 인터넷 사용의 격차도 발견되었다. 여성들은 인터넷을 의사소통에 사용하는 경향이 더 높은 반면, 남성은 인터넷을 상업, 정보, 오락에 사용하는 경향이 더 높다.[25]
- 인종: 연구에 따르면, 수십 년 동안 IT에 대한 접근성의 격차가 줄어들었지만, 여전히 흑인들과 다른 인종 집단들 사이에 IT 사용에 큰 차이가 있다고 한다. 이러한 연구는 아프리카계 미국인이 인터넷을 사용하는 방식에 다른 미국계 인종 집단과 비교했을 때 차이가 있다는 것을 보여주었다.[26]
- 사회경제적: 2008-2009년 미국 선거 연구 패널 데이터에 근거한 연구에 따르면, 사회경제적 지위는 인터넷에 대한 접근보다 인터넷의 정보 이용과 가장 밀접하게 관련되어 있으며, 사회경제적 집단 간의 인터넷의 차등 사용은 지식 격차[27].

## 지식 분할 해소
학자들은 개인, 공동체, 국가 간의 지식 격차를 줄이거나 최소화하면서 비슷한 가능성을 만들어 왔다. 컴퓨터와 지식을 보급하는 다른 기술에 대한 접근을 제공하는 것은 정보격차를 해소하는 데 충분하지 않다. 오히려 그 격차를 해소하기 위한 디지털 사용능력 개발에 중요성이 제기되어야 한다. 정보격차를 해소하는 것은 지식격차를 해소하기에 충분하지 않을 것이며, 관련 지식을 보급하는 것 역시 훈련과 인지능력에 달려 있다.

## 같이 보기
- 지식